# Самостан часних сестара у Бачу
Самостан часних сестара у Бачу је изграђен 1876. године и има статус споменика културе у категорији непокретних културних добара од великог значаја.
Самостан сестара реда Notre Dame је дозидан уз северни зид римокатоличке цркве Светог Павла. Грађевина се састоји од приземља и спрата и изведена је у духу класицизма, са наглашено издуженом основом. Западно прочеље је подељено кордонским венцем на два дела. Прозорски отвори у горњем делу су репрезентативнији, са полукружним завршецима у маниру неороманике. Поткровни венац је изражено профилисан. Изградњу је надгледао надбискуп, касније кардинал Људевит Хајнолд, чији се репрезентативни портрет у свечаној, кардиналски црвеној одећи, из 1878. године аутора Лошингера, данас чува у самостану.
Конзерваторски радови изведени су 1978. године.